# Lampranthus productus
Lampranthus productus är en isörtsväxtart som först beskrevs av Adrian Hardy Haworth, och fick sitt nu gällande namn av Nicholas Edward Brown. Lampranthus productus ingår i släktet Lampranthus och familjen isörtsväxter. Inga underarter finns listade i Catalogue of Life.

## Bildgalleri

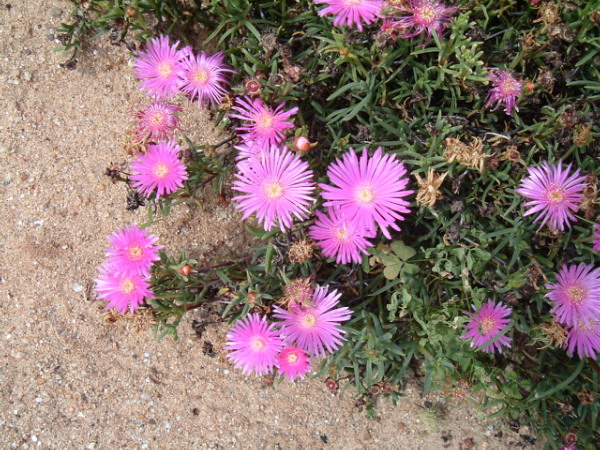